# Nikita Krylov
Nikita Andreyevich Krylov (Jrustalni, 7 de marzo de 1992) es un artista marcial mixto ucraniano que actualmente compite en la categoría de peso semipesado de Ultimate Fighting Championship (UFC). Siendo un competidor profesional desde 2012, Krylov también ha competido en M-1 Global. Desde el 27 de agosto de 2024, está en la posición #7 del ranking de peso semipesado de UFC.

## Carrera de artes marciales mixtas

### Regreso a UFC

#### 2018
Krylov enfrentó a Jan Błachowicz el 15 de septiembre de 2018, en UFC Fight Night 136. Perdió la pelea por sumisión en el segundo asalto.

#### 2019
Krylov enfrentó a Ovince Saint Preux en una revancha el 13 de abril de 2019, en UFC 236. Ganó la pelea por sumisión en el segundo asalto.
Krylov enfrentó a Glover Teixeira el 14 de septiembre de 2019, en UFC Fight Night 158. Perdió la pelea por decisión dividida, marcando su primera derrota por decisión en su carrera de 32 peleas.

#### 2020
Krylov enfrentó a Johnny Walker el 14 de marzo de 2020, en UFC Fight Night 170. Ganó la pelea por decisión unánime.
Krylov estaba programado para enfrentar a Volkan Oezdemir el 18 de octubre de 2020, en UFC Fight Night 180. Sin embargo, Oezdemir se retiró de la pelea a principios de octubre por una lesión de rodilla. No se pudo encontrar un oponente, por lo que Krylov fue removido de la cartelera.

#### 2021
Krylov enfrentó a Magomed Ankalaev el 27 de febrero de 2021, en UFC Fight Night 186. Perdió la pelea por decisión unánime.

#### 2022
Krylov enfrentó a Paul Craig el 19 de marzo de 2022, en UFC Fight Night 204. Perdió la pelea por sumisión en el primer asalto.
Krylov enfrentó a Alexander Gustafsson el 23 de julio de 2022 en UFC Fight Night 208. Ganó la pelea por KO en el primer asalto. Esta victoria lo hizo merecedor de su primer premio de Actuación de la Noche.
Krylov enfrentó a Volkan Oezdemir el 22 de octubre de 2022, en UFC 280. Ganó la pelea por decisión unánime.

#### 2023
Krylov estaba programado para enfrentar a Ryan Spann el 25 de febrero de 2023, en UFC Fight Night 220. Sin embargo, el día del evento, Krylov se enfermó y el evento estelar fue cancelado. El par fue reprogramado para UFC Fight Night: Yan vs. Dvalishvili dos semanas después. Ganó la pelea por sumisión en el primer asalto.

#### 2024
Krylov está programado para enfrentar a Azamat Murzakanov el 16 de noviembre de 2024, en UFC 309.

## Campeonatos y logros

### Artes marciales mixtas
- Ultimate Fighting Championship
  - Actuación de la Noche (Una vez) vs. Alexander Gustafsson[19]
- Fight Nights Global
  - Campeonato de Peso Semipesado de FNG (Una vez)
- Gladiators FC
  - Ganador del Torneo de Peso Pesado de GFC 2